# Biotopi di Alfonsine e Fiume Reno
Biotopi di Alfonsine e Fiume Reno este o arie protejată (arie specială de conservare — SAC, sit de importanță comunitară — SCI, arie de protecție specială avifaunistică — SPA) din Italia întinsă pe o suprafață de 472 ha, integral pe uscat.

## Localizare
Centrul sitului Biotopi di Alfonsine e Fiume Reno este situat la coordonatele 44°31′28″N 11°58′11″E / 44.524444°N 11.969722°E.

## Înființare
Situl Biotopi di Alfonsine e Fiume Reno a fost declarat arie de protecție specială avifaunistică în februarie 2004 pentru a proteja 87 de specii de animale. Alte tipuri de protecție:
- sit de importanță comunitară (în iulie 2006)
- arie specială de conservare (în martie 2019)[2][4][5]

## Biodiversitate
Situată în ecoregiunea continentală, aria protejată conține 13 habitate naturale: Galerii de Salix alba și de Populus alba, Râuri mediteraneene cu debit intermitent, cu specii de Paspalo-Agrostidion, Pajiști uscate seminaturale și facies de acoperire cu tufișuri pe substraturi calcaroase (Festuco-Brometalia) (* situri importante pentru orhidee), Păduri mixte riverane de Quercus robur, Ulmus laevis și Ulmus minor, Fraxinus excelsior sau Fraxinus angustifolia, de-a lungul marilor râuri (Ulmenion minoris), Liziere de ierburi înalte hidrofile de câmpie și de nivel montan până la alpin, Râuri cu maluri nămoloase cu vegetație de Chenopodion rubri p.p. și Bidention p.p., Pseudostepă cu ierburi și specii anuale de Thero-Brachypodietea, Cursuri de apă de la nivel de câmpie la nivel montan, cu vegetație Ranunculion fluitantis și Callitricho-Batrachion, Lacuri eutrofice naturale cu vegetație de tip Magnopotamion sau Hydrocharition, Ape stătătoare oligotrofe până la mezotrofe, cu vegetație de Littorelletea uniflorae și/sau de Isoëto-Nanojuncetea, Ape puternic oligomezotrofe cu vegetație bentonică cu Chara spp., Păduri aluvionare cu Alnus glutinosa și Fraxinus excelsior (Alno-Padion, Alnion incanae, Salicion albae), Iazuri temporare mediteraneene.
La baza desemnării sitului se află mai multe specii protejate:
- păsări (76): lăcar mare (Acrocephalus arundinaceus), privighetoare-de-baltă (Acrocephalus melanopogon), lăcar-de-rogoz (Acrocephalus schoenobaenus), lăcar-de-lac (Acrocephalus scirpaceus), fluierar de munte (Actitis hypoleucos), pescăruș albastru (Alcedo atthis), rață pitică (Anas crecca), rață mare (Anas platyrhynchos), lăstunul mare (Apus apus), egretă mare (Ardea alba), stârc cenușiu (Ardea cinerea), stârc roșu (Ardea purpurea), stârc galben (Ardeola ralloides), ciuf de câmp (Asio flammeus), rață-cu-cap-castaniu (Aythya ferina), rața moțată (Aythya fuligula), buhai de baltă (Botaurus stellaris), fugaci de țărm (Calidris alpina), fugaci mic (Calidris minuta), bătăuș (Calidris pugnax), chirichița cu obraz alb (Chlidonias hybrida), chirighiță neagră (Chlidonias niger), erete de stuf (Circus aeruginosus), erete vânăt (Circus cyaneus), erete cenușiu (Circus pygargus), acvilă țipătoare (Clanga clanga), cuc (Cuculus canorus), lăstun de casă (Delichon urbicum), egretă mică (Egretta garzetta), șoimul rândunelelor (Falco subbuteo), vânturel de seară (Falco vespertinus), lișiță (Fulica atra), becațină comună (Gallinago gallinago), găinușă de baltă (Gallinula chloropus), pescăriță râzătoare (Gelochelidon nilotica), acvilă pitică (Hieraaetus pennatus), piciorong (Himantopus himantopus), Hippolais polyglotta, rândunică (Hirundo rustica), stârc pitic (Ixobrychus minutus), capîntortură (Jynx torquilla), sfrâncioc roșiatic (Lanius collurio), pescăruș-cu-cap-negru (Larus melanocephalus), pescăruș râzător (Larus ridibundus), sitar de mâl (Limosa limosa), privighetoare (Luscinia megarhynchos), becațină mică (Lymnocryptes minimus), rață pestriță (Mareca strepera), prigoare (Merops apiaster), gaia neagră (Milvus migrans), codobatura galbenă (Motacilla flava), stârc de noapte (Nycticorax nycticorax), grangur (Oriolus oriolus), vultur pescar (Pandion haliaetus), codroșul de pădure (Phoenicurus phoenicurus), lopătar (Platalea leucorodia), ploier auriu (Pluvialis apricaria), corcodel mare (Podiceps cristatus), cresteț pestriț (Porzana porzana), cristei de baltă (Rallus aquaticus), lăstun de mal (Riparia riparia), Spatula clypeata, rață cârâitoare (Spatula querquedula), chiră de baltă (Sterna hirundo), chiră mică (Sternula albifrons), turturică (Streptopelia turtur), silvie de câmp (Sylvia communis), corcodel mic (Tachybaptus ruficollis), fluierar negru (Tringa erythropus), fluierar de mlaștină (Tringa glareola), fluierar cu picioare verzi (Tringa nebularia), fluierarul de zăvoi (Tringa ochropus), fluierarul cu picioare roșii (Tringa totanus), pupăză (Upupa epops), nagâț (Vanellus vanellus), Zapornia parva
- amfibieni (1): Triturus carnifex
- mamifere (1): liliacul mare cu potcoavă (Rhinolophus ferrumequinum)
- nevertebrate (2): croitorul mare al stejarului (Cerambyx cerdo), fluturele purpuriu (Lycaena dispar)
- pești (6): Alosa fallax, Barbus plebejus, Chondrostoma soetta, Cobitis bilineata, Protochondrostoma genei, Rutilus pigus
- reptile (1): țestoasa de baltă (Emys orbicularis)

Pe lângă speciile protejate, pe teritoriul sitului au mai fost identificate 10 specii de plante, 4 specii de amfibieni, 9 specii de mamifere, 2 specii de nevertebrate, 1 specie de pești, 5 specii de reptile.